# Carmine Galante
Carmine Galante (New York, 21 febbraio 1910 – New York, 12 luglio 1979) è stato un mafioso statunitense.
Fu un mafioso italo-americano, inizialmente capo della fazione calabrese e poi reggente della famiglia Bonanno di New York dal 1974 al 1979, anno in cui fu assassinato. Noto anche come "Lilo", soprannome affibbiatogli dai suoi compagni malavitosi dovuto alla sua abitudine di portare sempre in bocca un sigaro.

## Biografia
Galante nasce nel 1910 a New York, nell'East Harlem, da genitori emigrati nel 1906 da Castellammare del Golfo, dove il padre Vincenzo fu un pescatore. Fin da ragazzino mostra il suo carattere irascibile, tanto da venire inviato in riformatorio all'età di dieci anni. Si inserisce nel mondo della criminalità organizzata nell'era del proibizionismo; prima ancora di compiere vent'anni diventa già un associato alla mafia di New York. Il 15 Marzo 1930 fu coinvolto nell'uccisione dell'ufficiale della polizia di New York Walter Orlando DeCastillia durante un tentativo di rapina ad una fabbrica di scarpe di Brooklyn.Nel 1930, mentre tenta di dirottare un camion, viene sorpreso dall'ufficiale di polizia Meenahan. Ne scaturisce una sparatoria in cui Galante ferisce sia il poliziotto sia una bambina di 6 anni: entrambi sopravviveranno, ma Galante verrà condannato a 12 anni e 6 mesi di reclusione.

### Carriera nella mafia
Uscito dal carcere nel 1939, negli anni quaranta commette alcuni omicidi su ordine di Vito Genovese. Si sospetta che fu proprio Galante nel 1943 ad uccidere a New York Carlo Tresca, l'editore italiano anarchico. Genovese, che durante la Seconda guerra mondiale si trovava in Italia, con l'eliminazione di Tresca, fermo oppositore del dittatore, voleva attirare i favori di Mussolini.
Grazie alle connessioni dei suoi parenti castellammaresi, negli anni '40 viene reclutato dalla famiglia Bonanno, il cui boss era appunto Joe Bonanno, originario anch'egli di Castellamare del Golfo. "Lilo" diviene ben presto guardaspalle e uomo di fiducia del boss; la sua scalata all'interno della gerarchia della famiglia è impressionante, viene prima eletto capodecina, poi, intorno ai quarant'anni, diviene consigliere della famiglia, diventando di fatto il braccio destro di Joe Bonanno.
Galante diventa il principale emissario della mafia in Europa per il traffico di stupefacenti. Nell'agosto 1957 partecipa assieme a Bonanno ad un importante summit tra capi mafia siciliani e americani che si svolge al Grand Hotel delle Palme di Palermo. La questione da discutere in questo vertice è il traffico di eroina, da sempre un tabù nella tradizione della mafia. Sono stati sollevati molti dubbi sulla effettiva esistenza di questa riunione mafiosa. Ciò che pare comunque certo è che Bonanno e Galante abbiano ricevuto nell'albergo boss di altissimo calibro tra i quali Lucky Luciano, Gaetano Badalamenti, Giuseppe Genco Russo, Salvatore e Angelo La Barbera e Tommaso Buscetta. L'FBI ritiene che questo meeting abbia sancito il primato della famiglia Bonanno nel traffico dell'eroina rispetto alle altre quattro famiglie di New York.

### Incriminazioni e processi
Galante nel 1960 viene arrestato e incriminato dagli agenti dell'antinarcotici di Aslinger in quanto ritenuto a capo di una banda che importava grandi quantitativi di stupefacenti dal Canada. Il processo a suo carico fu interrotto però a causa di un incidente che colpì il capo dei giurati, che venne aggredito da ignoti, riportando la frattura della spina dorsale. Si ritiene che il mandante fosse proprio "Lilo", anche se non fu mai provato. Nel 1962 si svolse il secondo processo contro Galante. Anche stavolta non mancarono intimidazioni in aula nei confronti della giuria da parte dei coimputati di Galante, tredici soldati della famiglia Bonanno. Il giudice una mattina trovò il proprio cane decapitato, un chiaro avvertimento da parte della mafia, ma il processo si concluse comunque decretando la colpevolezza di Galante, accusato di narcotraffico.

### Incarcerazione e psicologia
Gli psichiatri del carcere diagnosticarono a Carmine Galante una personalità psicopatica. Galante non tollerava di essere contraddetto, si considerava e si comportava da vero duro, tanto che Ralph Salerno, poliziotto veterano di New York, disse: "Il modo di fissare di Galante era minaccioso a tal punto che la gente si faceva piccola sulla sedia". In carcere "Lilo" aveva un discreto numero di uomini della famiglia Bonanno a lui fedeli, si sentiva protetto ed era temuto dagli altri detenuti.
Un episodio avvenuto in galera può dare un'idea della personalità di Galante: durante l'ora in cui era concesso ai carcerati di usare il telefono, Galante salta l'intera fila e, davanti ad alcuni dei più pericolosi criminali di colore della prigione, strappa di mano il telefono al ragazzo afroamericano che stava chiamando in quel momento, insultandolo con epiteti razzisti. Nessuno osò rispondergli. Mentre si trovava in carcere Galante già progettava la sua scalata al potere, raccontando ai suoi uomini di come, non appena in libertà, avrebbe preso il controllo non solo della famiglia Bonanno, ma sarebbe anche diventato il "Capo di tutti i Capi" delle cinque famiglie di New York, facendosi beffe di Carlo Gambino, allora boss della famiglia Gambino, il più potente clan mafioso d'America.

### Presa del potere
Galante uscì di prigione nel 1974 con la chiara intenzione di diventare il boss della famiglia Bonanno. Il capo allora era Philip Rastelli, che non aveva alcuna intenzione di farsi da parte, ma una condanna per estorsione lo fece finire in carcere, sgombrando così il campo per Galante. "Lilo" finse di essersi ripulito e aprì una lavanderia a Little Italy, ma in realtà prese il potere nella famiglia e cominciò a reclutare giovani mafiosi dalla Sicilia, da Castellammare del Golfo. Questi italiani, denominati "Zip" o "Zero" in italiano, divennero i più stretti collaboratori di Galante e si occupavano della sua sicurezza. I due membri di spicco tra questi siciliani erano Cesare Bonventre e Baldo Amato. Galante si fidava ciecamente di loro, li riteneva non "americanizzati" e quindi più fedeli al codice d'onore della mafia siciliana. Intanto cominciò a monopolizzare il commercio dell'eroina dalla Sicilia agli USA, inimicandosi così le altre famiglie di New York, con cui non aveva intenzione di spartire i proventi del narcotraffico.

### Morte
La Commissione di New York non tollerava il comportamento di "Lilo" e così, quando Philip Rastelli, usurpato illegittimamente del potere, inviò dal carcere la proposta di eliminarlo, tutte le famiglie si trovarono d'accordo; anche lo stesso Joe Bonanno, ormai ritirato, approvò l'omicidio del suo ex consigliere. Il 12 luglio 1979 Galante si recò a pranzo nel ristorante italo-americano "Joe and Mary" di Brooklyn, sulla Knickerbocker Avenue, una trattoria tipica siciliana gestita da Giuseppe Turano, un cugino di "Lilo". Un patio privato era stato apparecchiato per Carmine Galante e Angelo Presinzano, un soldato della famiglia. Presinzano abbandonò presto il pasto, mentre fecero la loro comparsa al ristorante gli Zero Cesare Bonventre e Baldo Amato, accompagnati da un fedelissimo soldato e socio di "Lilo", Leonardo Coppola. Dopo aver consumato un'insalata di pesce accompagnata da vino, Galante si accese il sigaro, in attesa del dolce. Fu in quel momento, alle 14.45, che entrarono nel locale tre uomini mascherati e armati, che si diressero verso il patio e, spalleggiati dagli stessi Zero Cesare Bonventre e Baldo Amato, fecero fuoco contro Galante, Coppola e Turano, uccidendoli all'istante.
"Lilo", colpito ad un occhio da un colpo di doppietta sparato a bruciapelo, venne scaraventato all'indietro, cadendo sulla schiena, morto, con ancora il sigaro stretto tra i denti. Si scoprirà in seguito che anche i tre uomini mascherati erano membri della famiglia Bonanno: si trattava di Anthony Indelicato, Dominick Trinchera e Dominick Napolitano. I tre furono arruolati da Alphonse Indelicato, uno dei capidecina dei Bonanno e padre di uno dei tre sicari. Anche se secondo fonti non confermate, ad attendere Galante al ristorante era stato mandato Richard Kuklinski, il tristemente famoso killer della mafia che non essendo italiano non apparteneva ad alcuna famiglia, i suoi servigi erano sempre richiesti dalle diverse famiglie per l'affidabilità e fedeltà dimostrate nell'esecuzione dei suoi servigi a pagamento. Sarebbe infatti stato lui a fare esplodere i primi colpi contro Galante, spalleggiato subito dai killer col viso coperto entrati nel locale. Per l'esecuzione di Galante non avrebbe percepito alcun compenso, ritenendolo un favore personale alla famiglia Gambino ed al suo amico Roy DeMeo, un affiliato alla stessa famiglia, in seguito ucciso dal medesimo Richard Kuklinski. Ma secondo la maggior parte degli esperti, e delle autorità di polizia, il coinvolgimento di Kuklinski sarebbe un'invenzione dello stesso killer.